# Naboer
Naboer (Engels:Next Door) is een Noorse film geschreven en geregisseerd door Pål Sletaune.
Naboer volgt John (gespeeld door Kristoffer Joner), die na het vertrek van zijn vriendin terechtkomt in een wereld waar werkelijkheid en fictie niet meer van elkaar zijn te onderscheiden.
De Nederlandse première van de film vond plaats tijdens de 22e editie van het Amsterdam Fantastic Film Festival (april 2006). Naboer is een van de weinige films uit Noorwegen die na de Tweede Wereldoorlog een 'alleen geschikt boven 18 jaar' rating kreeg van het Noorse Filmtilsynet (een filmclassificatiecommissie).